# Freibach (Rhein)
Der Freibach ist ein Wildbach, der mit dem Namen Gstaldenbach in den Appenzeller Alpen entspringt. Er mündet in Rheineck im Schweizer Kanton St. Gallen in den Alten Rhein.
Das Gewässer wird allgemein nur im kurzen Unterlauf Freibach genannt. Seine beiden langen Quellbäche, der etwa acht Kilometer lange Gstaldenbach und der 5,3 Kilometer lange Klusbach, treffen sich am Bergfuss in Thal, von wo aus der Bach unter dem gemeinsamen Namen Freibach noch etwas mehr als einen Kilometer weiter nach Rheineck und bis zum Rhein fliesst. Gstaldenbach und Freibach bilden den eigentlichen hydrologischen Hauptstrang des Fliessgewässers.

## Geographie

### Verlauf

#### Quellbäche
Der Freibach entsteht auf einer Höhe von 407,5 m ü. M. aus dem Zusammenfluss des Gstaldenbachs von links mit dem Klusbach von rechts bei Thal.

##### Gstaldenbach
Der Gstaldenbach ist der etwas über 8½ km lange, westsüdwestliche und linke Quellbach des Freibachs. Mit einem Einzugsgebiet von 10,16 km² und einem mittleren Abfluss (MQ) von 340 l/s ist er ein Teil von dessen hydrologischem Hauptstrang.
Der Wildbach entspringt auf einer Höhe von etwa 1070 m ü. M. im Waldgebiet unter dem Gipfel des Kaien auf dem Gebiet der Auserrhoder Gemeinde Rehetobel. Er wird in der Nähe der Passhöhe Kaien von der Hauptstrasse 463 überquert und fliesst durch das Tal von Gstalden und von Unterrechstein, nahe am Appenzeller Heilbad, das in der Gemeinde Grub liegt, vorbei, gegen Nordosten nach Heiden. In dieser Ortschaft führen zahlreiche Brücken und Stege über den Bachgraben, so auch die Hauptstrasse 445 und nochmals die Hauptstrasse 463. Unter dem Gelände des Schwimm- und Sonnenbads von Heiden, das 1932 nach einem Entwurf des Architekten Beda Hefti errichtet wurde und als Kulturgut von nationaler Bedeutung eingestuft ist, verläuft der Bach in einer unterirdischen Dole.
Im Tal von Unterrechstein nimmt der Gstaldenbach den Tannenbüelbach, den Krönlibach und den Risibach und danach in Heiden von rechts den Löchlibach und den Freudenbergbach sowie von links den Werdbach auf, die alle zusammen das umliegende Berggebiet entwässern.
Unterhalb von Heiden fliesst der Bach in einer tiefen Schlucht, die im unteren Teil Schwenditobel heisst. Der Einschnitt bildet die Gemeindegrenze zwischen Heiden und Wolfhalden. Bei Kaltenbrunnen befindet sich am Bach ein Stausee, von dem aus das Wasser mit einem Gefälle von 200 Metern zu einem 1901 in Betrieb genommenen Kraftwerk geleitet wird.
Bei Wolfhalden standen früher mehrere Mühlen am Gstaldenbach und im 18. und 19. Jahrhundert auch eine Pulvermühle. Heute stehen noch die Gebäude der ehemaligen Bodenmühle in Hinterlochen und der Alten Mühle von 1789, die ein Kulturgut von nationaler Bedeutung ist und als «schönste Mühle des Appenzellerlandes» bezeichnet wird.

Mühlen am Bach
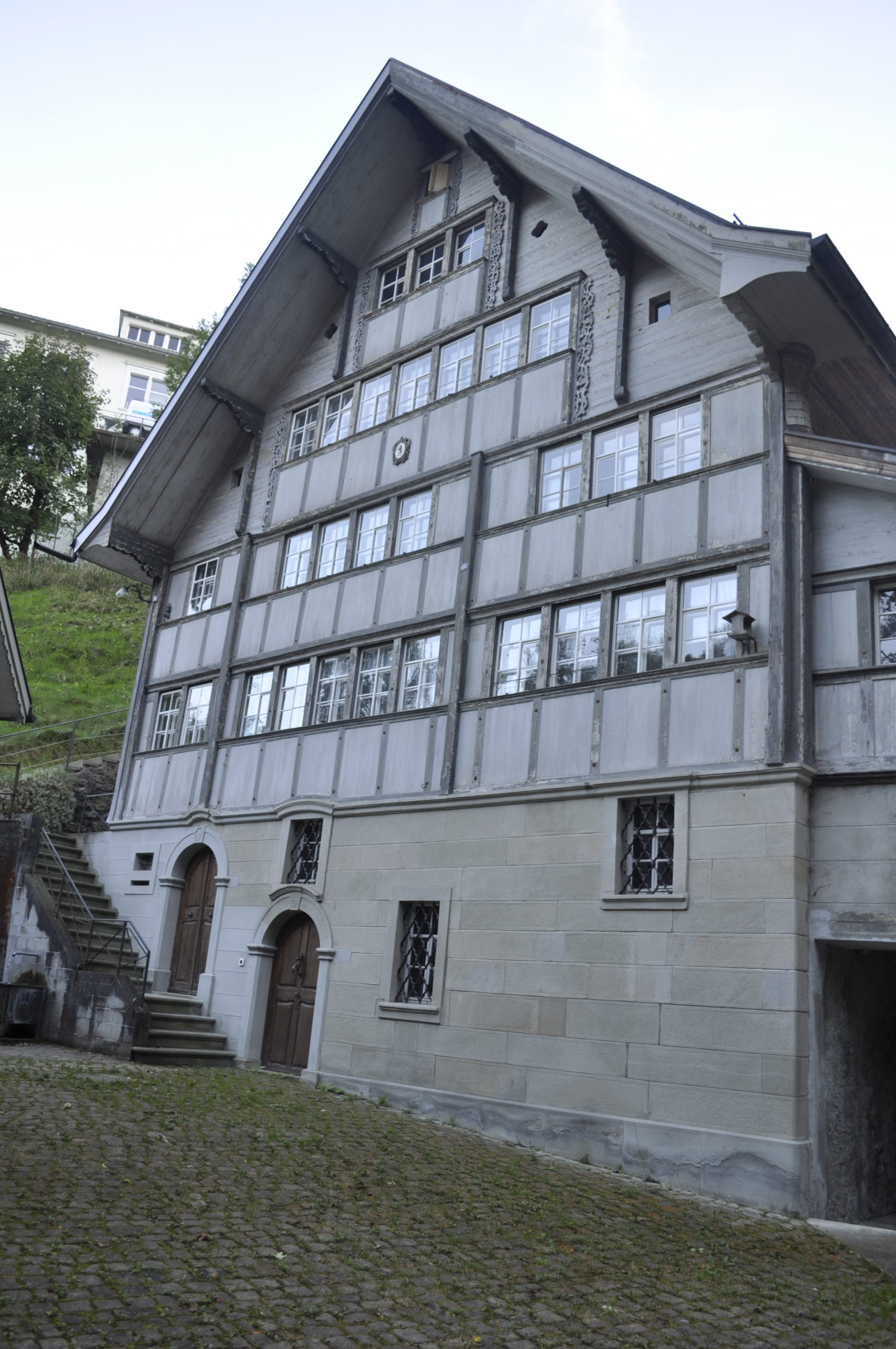
Alte Mühle von Wolfhalden
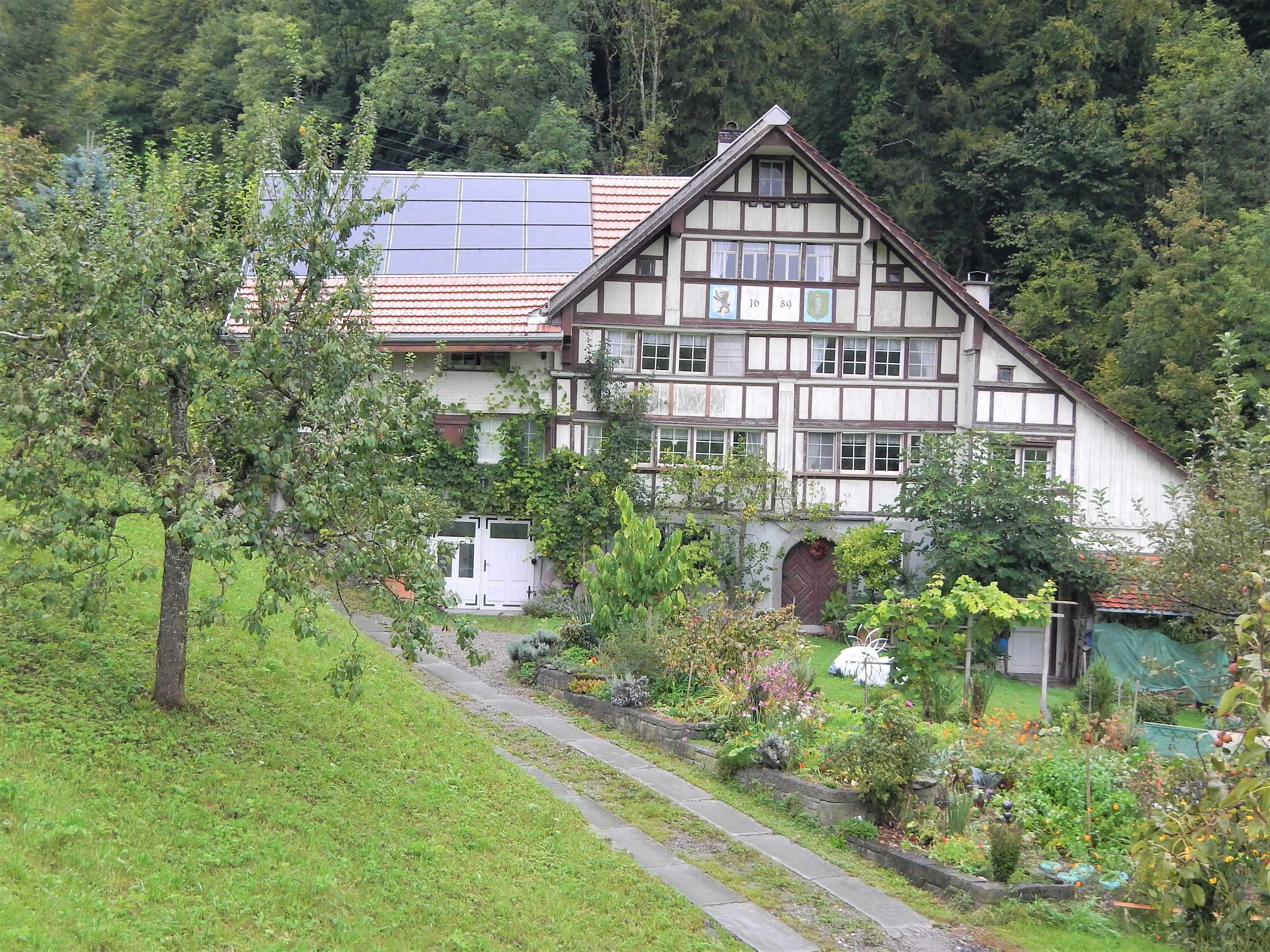
Bodenmühle

Bei Unterhasli überschreitet der Gstaldenbach die Grenze zum Kanton St. Gallen. Er fliesst mit einem stetig abnehmenden Gefälle über den Hang mit dem Schwemmland, das er gemeinsam mit dem knapp daneben liegenden Steinlibach geschaffen hat, durch das Siedlungsgebiet von Thal abwärts, bis er in der Nähe der Dorfkirche auf der Höhe von 408 m ü. M. auf den Klusbach (oder auch Mühlebach) trifft, der von rechts aus den östlichen Appenzeller Bergen kommt.
Der Gstaldenbach hat oberhalb des Zusammenflusses mit dem Klusbach ein gebirgiges Einzugsgebiet mit dem Umfang von 10 Quadratkilometern.
In Thal wird der Kanal zur historischen Thalmühle nach links vom Gstaldenbach abgeleitet. Der Unterwasserkanal der Mühle mündet auf dem Gebiet von Rheineck in den Freibach.

##### Klusbach
Der Klusbach ist der etwas über 5 Kilometer lange, südsüdwestliche und rechte Quellbach des Freibachs. Mit seinem etwas kleineren Einzugsgebiet von 7,63 km² und einem mittleren Abfluss (MQ) von 230 l/s ist er ein Nebenstrang des Freibachs.
Der Klusbach entspringt im südlichen Berggebiet der Gemeinde Wolfhalden. Seine Quelle liegt ca. 3,5 Kilometer östlich der Gstaldenbachquelle. Auf dem Bergrücken mit der Wasserscheide zwischen den beiden Bachtälern liegen zuoberst das bewaldete Bergland von Altenstein und weiter unten das Dorf Wolfhalden. Bei Schönenbühl folgt die Grenze zwischen Appenzell Ausserrhoden und St. Gallen dem Bachbett. Danach fliesst der Klusbach gegen Norden, passiert die Heldmühle und, bei einer Brücke der Hauptstrasse 463, den Standort der ehemaligen Bruggmühle. Unmittelbar vor der Kantonsgrenze steht am Kellentobel die Tobelmühle, weshalb er dort auch Mühlebach genannt wird. Danach fliesst der Klusbach durch das Dorf Thal zum Gstaldenbach.

#### Freibach
Von Thal fliesst der Freibach 1,6 Kilometer weit in ostnordöstlicher Richtung in einem um 1900 gegen Hochwasser gesicherten Bachbett bis zur Mündung in den Alten Rhein. Eine ca. 200 m lange Strecke liegt noch im Gebiet der Gemeinde Thal, und danach bildet das Bachbett auf etwa 270 m bis zur Mündung des Groppenbachs die Grenze zwischen Thal und Rheineck. In seinem 1 km langen Unterlauf in Rheineck am Rand der Rheinebene hat der Freibach nur noch ein Gefälle von ca. 10 m, das indessen noch für das Wasserwerk der ehemaligen Neumühle und einer Bleicherei genutzt wurde.
Das Gebiet am Bach nördlich des Ortszentrums von Rheineck wurde im 20. Jahrhundert mit grossen Wohnsiedlungen überbaut. Das ehemalige Ufergebiet am Rhein hat den Flurnamen Ebenau und ist heute ebenfalls ein Siedlungsgebiet mit verschiedenen Sportanlagen. Vor der Mündung in den Alten Rhein wird der Freibach von bedeutenden Verkehrswegen überschritten: Die Rorschacherstrasse (Hauptstrasse 7 und zugleich auch Hauptstrasse 13), die Bahnstrecke Chur–Rorschach und die Autobahn A1, die auch der Europastrasse 60 entspricht, haben Brücken über den Freibach. Zuletzt folgt ein Steg des Rheinecker Strandwegs direkt am Ufer des Alten Rheins.

### Einzugsgebiet
Das topographische Einzugsgebiet des Freibachs grenzt
- im Nordosten direkt an den Alten Rhein
- im Osten an das Gebiet des Eichenbachs und des Kussbachs, die in den Alten Rhein münden
- im Südosten an das des Littenbachs, der in den Rheintaler Binnenkanal mündet
- im Süden und Westen an das der Goldach mit ihren Zuflüssen Sägebach, Moosbach und Kaienbach
- und im Nordwesten und Norden an das Gebiet des Steinlibachs, der im Oberlauf Mattenbach heisst.

### Zuflüsse
Von der Quelle zur Mündung
Gstaldenbach, 8,5 km, 10,16 km², 340 l/s
- Tannenbüelbach (rechts), 0,7 km
- Krönlibach (rechts), 1,5 km
- Risibach (rechts), 1,0 km
- Löchlibach (rechts), 1,6 km
- Werdbach (links), 2,2 km, 1,49 km²
- Freudenbergbach (rechts), 0,4 km[7]
- Wüschbach (rechts), 0,4 km[7]
- Hintereggbach (rechts), 0,6 km
- Gernbach (links), 0,7 km[7]
- Lüchlibach (rechts), 0,7 km
- Zollerbächli (links), 0,4 km
- Klusbach (rechter Quellbach), 5,3 km, 7,63 km², 230 l/s

Freibach, 1,5 km
- Groppenbach (rechts), 2,5 km

## Geologie
Der Gstaldenbach zählt zu den Appenzeller Wildbächen mit einem besonders grossen Gefälle. Mit Ausnahme der flachen Strecken im Talboden in der Bissau bei Heiden und am Unterlauf bei Rheineck weist sein Verlauf ein steiles Profil auf. Das Tal südlich des Kaien mit dem Oberlauf des Gstaldenbachs entstand durch eine Randunterschiebung von Schichten der unteren Süsswassermolasse während der Hebung der Alpen. Die Ebene bei Heiden geht auf die Verlandung eines Eisrandsees zurück, der im Eiszeitalter durch Moränen bei Heiden aufgestaut wurde. Im mittleren Lauf zwischen Heiden und Thal schuf der Bach ein tief in das Gebirge eingeschnittenes Kerbtal, an dessen Felswänden Sandstein- und Mergelschichten der subalpinen Molasse aufgeschlossen sind. Eine Gesteinsformation wird in der Geologie wegen dieser Fundstelle als Gstaldenbach-Serie bezeichnet.

## Bachkorrektion
Von Thal fliesst der Freibach in einem im späten 19. Jahrhundert begradigten und mit Dämmen gegen Hochwasser gesicherten Bachbett bis zur Mündung in den Alten Rhein. In den 1850er Jahren liess die Gesellschaft der schweizerischen Südostbahn den vorher kurvenreich über das Gebiet von Rheineck fliessenden Freibach in ein gerades Bachbett legen und zur Bahnbrücke nahe am Rhein führen. Nach verheerenden Überschwemmungen des Gstaldenbachs bei Heiden und im Gebiet von Thal wurde später auch der Abschnitt bei Thal verbaut. Auf Wunsch der Kantone Appenzell und St. Gallen beantragte der Bundesrat der Bundesversammlung am 24. November 1896 die Bewilligung einer Subvention an die Kosten der Bachkorrektion. Das Bachbett erhielt nun auch bei Thal eine ausgemauerte Sohle mit vielen festen Sohlschwellen und befestigte Böschungen, damit ein Hochwasser möglichst schnell zum Rhein abfliessen kann. Der gerade Bachkanal wurde bis zum Rhein hinunter verbreitert und ausgemauert, die Landstrasse und die Bahnstrecke bei Rheineck erhielten grössere Brücken. Ein Rechtsstreit wegen der Kosten der neuen Eisenbahnbrücke wurde 1902 vor Bundesgericht verhandelt.